# Compton (àlbum)
Compton (també conegut com a Compton: A Soundtrack by Dr. Dre) és el tercer àlbum d'estudi del productor de hip-hop i raper nord-americà Dr. Dre. L'àlbum es va llançar el 7 d'agost del 2015 a Apple Music i la iTunes Store, mentre que l'edició física es va posar a la venda el 21 d'agost del 2015. És la continuació del seu segon àlbum 2001 (1999) després de la cancel·lació de Detox. La producció de l'àlbum es va fer durant el 2015 a càrrec de Focus..., Dem Jointz, DJ Dahi, Cardiak, DJ Premier i el mateix Dr. Dre entre d'altres. Compton té col·laboracions d'artistes com Kendrick Lamar, Snoop Dogg, Eminem, Cold 187um, The Game, Ice Cube i Xzibit, entre d'altres.
L'àlbum va estrenar-se com a número dos en la llista nord-americana Billboard 200, movent l'equivalent de 295.000 còpies en la seva primera setmana, quan només estava disponible en streaming i compra digital. Després del llançament Compton va rebre el reconeixement general de la crítica musical.